# Retuerta del Bullaque
Retuerta del Bullaque település Spanyolországban, Ciudad Real tartományban. Retuerta del Bullaque Alcoba, Navas de Estena, Hontanar, San Pablo de los Montes, Las Ventas con Peña Aguilera, Mazarambroz, Marjaliza, Los Yébenes, Los Cortijos, Malagón és Porzuna községekkel határos. Lakosainak száma 867 fő (2024).

## Népesség
A település népessége az elmúlt években az alábbi módon változott:
| Lakosok száma | 1022 | 1040 | 1127 | 1175 | 1135 | 1036 | 1006 | 941  | 930  | 867  |
|               | 2001 | 2004 | 2006 | 2009 | 2011 | 2014 | 2016 | 2019 | 2021 | 2024 |